# Listenbourg
Listenbourg egy fiktív ország, amit egy „Gaspardo” nevű Twitter-felhasználó hozott létre 2022. október 30-án egyfajta trollkodásként, amivel kritizálni akarta az amerikaiak földrajzi ismereteinek állítólagos hiányosságait, akik szerinte egy ilyen országot is valósként fogadnának el.
Az országot egy új földrészként az Ibériai-félszigethez csatolták, mintegy új félszigetként az Atlanti-óceánon, ami Spanyolországgal és Portugáliával határos; a félszigetet amúgy Franciaország határvonalaiból alakították ki. A viccnek indult bejegyzés hamar önálló életre kelt és mások is elkezdték az elképzelt ország további „jellemzőit”, földrajzát, természetrajzát, történelmét, közlekedesét, demografiai adatait, címerét, himnuszát stb. megalkotni a Twitteren. Később az ország pártjai és sporteredményei is megjelentek. Az országnak nem csak szimfonikus zenekara, bankja, meteorológiai szolgálata és hírlapja lett, hanem kormánya is 17 miniszterrel és miniszterelnökkel. A Wikipédián is megjelent valós országként, amit mint valótlan tartalom később töröltek.
A viccbe számos valós cég is beszállt, a Waze France hivatalos Twitter-oldala azt írta, „Listenbourg, legalább már tudjuk, hogy juthatunk el oda!”, a L’Europe Ensemble pedig közölte: támogatják az ország EU-tagságát. A 2024-es párizsi olimpia hivatalos oldalán már gratuláltak is az EU-csatlakozáshoz, a Prime Video pedig közölte, hogy hamarosan forgatnak az országban. Politikusok is reagáltak az „új ország” megjelenésére, a szocialista Olivier Faure a Twitteren üdvözölte a Listenbourgi Szocialista Párt létrehozását, Jean Lassalle volt francia elnökjelölt pedig egy fotóval közölte, hogy részt vett a Listenbourgi Mezőgazdasági Fesztiválon. A  Le Figaro pedig egy teljes, fiktív útinaplót szentelt az országnak, amiben közölte, hogy vonattal, autóval vagy repülővel lehet az országba eljutni, hozzátéve, hogy „Listenbourgnak fantasztikus kulturális öröksége van, ezt néhány nagyszerű helyi művész, például Heinrich Lester festő munkája bizonyítja. Munkáit az újonnan létrehozott Listenbourg Művészeti Múzeumban tekinthetjük meg. Az intézmény minden nap 10:00 és 20:00 óra között tart nyitva.” A Ryanair szintén jelezte, hogy hamarosan „új központot nyitnak” Listenbourgban. A Waberer's International közzétette, hogy 2022 novemberétől hetente több mint 500 szerelvényük jár Listenbourgba, ahova szenteltvizet szállítanak.